# Эйзен, Макс
Макс Эйзен (15 марта 1929, Молдава-над-Бодвоу, Словакия — 7 июля 2022) — выживший узник Освенцима, писатель, оратор и просветитель по Холокосту.

## Биография
Макс Эйзен родился в ортодоксальной еврейской семье с двумя братьями и младшей сестрой. Наряду со своими ближайшими родственниками Эйзен жил со своим дядей, тетей, бабушкой и дедушкой по отцовской линии и был окружен большой семьей, насчитывающей около 60 человек.
Во время Холокоста макс был депортирован в Освенцим. Он пережил 13-дневный марш смерти из Освенцима в Лослау, где узников погрузили в металлические товарные вагоны, предназначенные для перевозки угля, и отправили в Маутхаузен. Затем из Мелька он участвовал в трехдневном переходе в горы к Эбензее. Он был освобожден 6 мая 1945 года.
После войны эмигрировал в Канаду. Он путешествовал по Канаде, рассказывая о своем опыте выжившего в концлагере студентам, учителям, университетам, сотрудникам правоохранительных органов и сообществу в целом. Эйзен опубликовал свои мемуары в книге под названием «Дело случая: Правдивая история мужества и выживания в Освенциме», которая была номинирована на RBC Taylor Prize в 2017 году
Он работал с «Маршем живых», Образовательным центром Сары и Хаима Нойбергеров о Холокосте, Центром Симона Визенталя и Канадским центром разнообразия и интеграции.
При поддержке немецкого адвоката Томаса Вальтера Эйзен давал показания в Германии на суде над двумя бывшими охранниками СС в Освенциме: Оскаром Грёнингом в 2015 году и Райнхольдом Ханнингом в 2016 году Оба были осуждены на судебном процессе. Он был активным участником «Марша живых», совершив путешествие обратно в Аушвиц-Биркенау с тысячами студентов 18 раз.